# Коку (комуна)
Коку (рум. Cocu) — комуна у повіті Арджеш в Румунії. До складу комуни входять такі села (дані про населення за 2002 рік):
- Бербетешть (659 осіб)
- Грябену (92 особи)
- Коку (133 особи)
- Кручишоара (308 осіб)
- Попешть (308 осіб)
- Рекіцеле-де-Жос (481 особа) — адміністративний центр комуни
- Рекіцеле-де-Сус (451 особа)
- Фекелецешть (252 особи)

Комуна розташована на відстані 123 км на північний захід від Бухареста, 16 км на захід від Пітешть, 91 км на північний схід від Крайови, 113 км на південний захід від Брашова.

## Населення
За даними перепису населення 2002 року у комуні проживали 2684 особи. Усі жителі комуни рідною мовою назвали румунську.
Національний склад населення комуни:
| Національність | Кількість осіб | Відсоток |
| -------------- | -------------- | -------- |
| румуни         | 2683           | > 99,9%  |
| цигани         | 1              | < 0,1%   |

Склад населення комуни за віросповіданням:
| Релігія        | Кількість осіб | Відсоток |
| -------------- | -------------- | -------- |
| православні    | 2676           | 99,7%    |
| реформати      | 5              | 0,2%     |
| п'ятдесятники  | 2              | 0,1%     |
| греко-католики | 1              | < 0,1%   |